# フルーツサンデー
フルーツサンデーは、1997年4月13日から2002年3月29日までNHKBS2で放送されていたこども向け番組。

## 放送時間と司会者
| 期間                            | 放送時間                     | 司会者                   |
| ------------------------------- | ---------------------------- | ------------------------ |
| 1997年04月13日 - 1998年03月22日 | 日曜日 10:00 - 10:30（30分） | デビット伊東             |
| 1998年04月10日 - 1998年09月25日 | 金曜日 18:00 - 18:33（33分） | ケント・フリック         |
| 1998年10月03日 - 1999年03月27日 | 土曜日 18:00 - 18:33（33分） | ケント・フリック         |
| 1999年04月09日 - 2000年03月24日 | 金曜日 18:00 - 18:30（30分） | つぶやきシロー           |
| 2000年03月31日 - 2001年03月23日 | 金曜日 18:00 - 18:30（30分） | ジェームス小野田、松下恵 |
| 2001年04月06日 - 2002年03月29日 | 金曜日 18:00 - 18:30（30分） | 岡安由美子、工藤兄弟     |

「サンデー」の意味は、日曜日時代は「SUNDAY」、金・土曜日時代は「SUNDAE」である。

## キッズレギュラー
- 1997年度：パンキーレモンキッズ
  - 篠原美紀、吉田健伴、ナディア・ギフォード、安部直哉、石橋和也、小林万里菜、シャノン・ガニング、スエッタ・プルジェニック
- 1998年度：フルーツ
  - 篠原美紀、吉田健伴、ナディア、伊山伸洋、みちこジョフィ、小高奈月、渡辺侑里、和田沙都美、中島直樹、マヤMiyagawa
- 1999年度：DOOPERS
  - 今井麻里、内海大輔、篠原美紀、ジャクソン・フィリップ、鈴木研人、中村美佳、細田海友
- 2000年度：DOOPERS
  - 篠原美紀、柴崎愛香、今井麻里、細田海友
- 2001年度：SEEK
  - 柴崎愛香、新津つくし

## CD
販売元はすべてコロムビアミュージックエンタテインメント。
シングル
- 「ようこそSunnyday」ケント・フリック（1998年5月21日発売）
- 「銀河のフィールド」DOOPERS（2000年11月18日発売）

アルバム
- NHKフルーツサンデー（1997年8月21日発売、1997年度の楽曲、カセットテープ同時発売）
- NHKフルーツサンデーII（1998年4月21日発売、1997年度の楽曲、カセットテープ同時発売）
- NHKフルーツサンデー（1999年4月21日発売、1998年度の楽曲）
- NHKフルーツサンデー（2000年4月21日発売、1999年度の楽曲）